# 一切宗
一切宗（いっさいしゅう）は、真言宗系の新宗教である。
長崎で修行した馬場覚心（ばばかくしん）が始めた教団。1953年に宗教法人となった。
不動・釈迦・弥陀が本尊。孝養や十善業、四恩などを教える。

## 創始者
- 馬場覚心（ばばかくしん）

## 後継者
- 馬場一心（ばばいっしん）

## 所在地
- 大王寺（山口県下関市田倉116-155）

## 教義・実践
滝行や念仏行などの行を優先し、仏告の獲得を重要視し、衆生の済度を目指している。

## 沿革
創始者の馬場覚心は、長崎で大工をしていたが、妻と子5人を相次いで亡くし、長崎の山中で修行。そこで釈迦如来の夢告を得たという。なお中山身語正宗などの創始者である木原覚恵とは行の仲間であった。
昭和2年（1927年）、大工をやめて下関の四王司山の開山を決意し、翌昭和3年（1928年）に堂宇を建立した。またその翌昭和4年（1929年）には高野山大師教会を設立。昭和6年（1931年）より覚心は中国や南方仏教の寺院などへ求道遍歴を重ね、翌昭和7年（1932年）に帰国。山内に石仏260体、また諸堂を建立し、弟子の育成にあたった。
昭和16年（1941年）、現在の本堂を建立。昭和22年（1947年）3月3日に、宗教法人令による宗教法人として一切宗と称し、真言宗から独立し一派を形成した。
覚心は昭和37年（1962年）に死去、その後は馬場一心に引き継がれた。